# ブルックヘブン国立研究所
座標: 北緯40度52分24.05秒 西経72度52分19.4秒 / 北緯40.8733472度 西経72.872056度
ブルックヘブン国立研究所（ブルックヘブンこくりつけんきゅうじょ、英: Brookhaven National Laboratory、略: BNL）は、アメリカ合衆国の国立研究所である。

## 概要
ニューヨーク州にあるロングアイランドの中部、ニューヨーク市から65マイル東にあるサフォーク郡の Brookhaven Town に位置する。1947年設立。
アメリカ合衆国エネルギー省の傘下の研究所であり、主に物理、生体医学、環境、エネルギー、国家安全保障に関する技術の研究を行っている。エネルギー省との契約のもと、ブルックヘブン・サイエンス・アソシエーツ（ストーニーブルック大学とバテル記念研究所の共同企業体）が管理運営を行っている。
RHIC（重イオン衝突型加速器または偏極陽子衝突型加速器）、 National Synchrotron Light Source (NSLS)、National Synchrotron Light Source II (NSLS 2)、Laser-Electron Accelerator Facility (LEAF)、コスモトロンなどの大型実験装置を有する。

## ノーベル賞

### ノーベル物理学賞
- 1957 – 楊振寧、李政道 – 素粒子物理学における重要な発見に導いた、いわゆるパリティについての洞察的な研究[2]
- 1976 – サミュエル・ティン – 新種の重い素粒子の発見についての先駆的研究[3]
- 1980 – ジェイムズ・クローニン、ヴァル・フィッチ – 中性K中間子崩壊における基礎的な対称性の破れの発見[4]
- 1988 – レオン・レーダーマン。メルヴィン・シュワーツ。 ジャック・シュタインバーガー – ニュートリノビーム法、およびミューニュートリノの発見によるレプトンの二重構造の実証[5]
- 2002 – レイモンド・デービス – 天体物理学への先駆的貢献、特に宇宙ニュートリノの検出[6]

### ノーベル化学賞
- 2003 – ロデリック・マキノン – 細胞膜に存在するチャネルに関する発見[7]

- 2009 – ヴェンカトラマン・ラマクリシュナン、トマス・A・スタイツ – リボソーム[8]

## 在籍した人物
在籍した人物を五十音順に記載し、在籍時の主な役職を括弧内に、それ以外の役職をハイフン以降に併記した。
- 尾崎敏（NSLS-II計画加速器システム部部長） - 高エネルギー物理学研究所名誉教授
- 久保野茂（研究員） - 東京大学名誉教授
- 白根元（主任研究員） - 東京大学客員教授
- 中西襄（研究員） - 京都大学名誉教授
- 野本憲一（客員研究員） - 東京大学大学院理学系研究科教授
- 原田仁平（上級研究員） - 名古屋大学名誉教授
- 真木和美（研究員） - 南カリフォルニア大学教授